# Universidade Estadual Paulista em Rio Claro
A Unesp Campus Rio Claro é constituída pelo Instituto de Geociências e Ciências Exatas (IGCE), Instituto de Biociências (IB) e pelo Centro de Estudos Ambientais (CEA).
Atualmente tem suas instalações em dois lugares distintos da cidade de Rio Claro. O Campus Santana, instalação mais antiga localizada no bairro de Santana, engloba a Incubadora de Base Tecnológica.
O Campus Bela Vista, área mais nova, de 54 alqueires, engloba a Administração dos dois Institutos (IB e IGCE) e todos os seus Departamentos, o CEA, a Moradia Estudantil, o Polo Computacional (STI), o Restaurante Universitário e a Biblioteca do Campus.

## História
O Instituto de Geociências e Ciências Exatas foi fundado em 1958 com o nome de Faculdade de Filosofia, Ciências e Letras no endereço atual do Campus Santana.
Em 1972 a Ferrovias Paulistas SA (FEPASA), cedeu à então Faculdade de Filosofia Ciências e Letras de Rio Claro uma área pertencente ao então Horto Florestal Edmundo Navarro de Andrade. Esta área  passou a ser denominada, posteriormente, campus Bela Vista (em decorrência da vizinhança com o bairro que leva o mesmo nome).
Em 1976, com a criação da Unesp, a Faculdade de Filosofia, Ciências e Letras de Rio Claro dividiu-se em duas unidades: o Instituto de Geociências e Ciências Exatas (IGCE) e Instituto de Biociências (IB). O IB instalou-se, então, no campus da Bela Vista. O IGCE manteve grande parte de sua estrutura no campus original da Faculdade de Filosofia, Ciências e Letras, situado no bairro Santana, menos os departamentos de Geologia, Petrologia e Metalogenia que se instalaram no novo campus.
O curso de Ciência da Computação iniciou-se em 1989 pelo Departamento de Matemática Aplicada Estatística e Computação, em 2001 o departamento mudou-se para o Campus Bela Vista.
Em agosto de 2006, começaram as obras de transferência do Departamento de Física, Departamento de Geografia e Administração do IGCE para o Campus Bela Vista, o prazo das obras era de 18 meses.

## Fatos importantes
1958 - Criação da Faculdade de Filosofia, Ciências e Letras de Rio Claro, com os cursos de Graduação em Ciências Sociais, História Natural (posteriormente Biologia), Geografia, Matemática e Pedagogia.
1963 - Criação do Curso de Graduação em Física.
1969 - Criação do Curso de Graduação em Geologia.
1976 - Criação do IGCE e do IB para adequação à estrutura da UNESP. Criação do Curso de Graduação em Ecologia. Extinção dos cursos de graduação em Ciências Sociais e Pedagogia.
1984 - Criação do Curso de Licenciatura em Educação Física.
1989 - Criação dos cursos de graduação em Ciência da Computação e Licenciatura em Pedagogia.

## Instituto de Geociências e Ciências Exatas
O Instituto de Geociências e Ciências Exatas (IGCE) tem sua origem na Faculdade de Filosofia, Ciências e Letras que foi criado pelo Governo do Estado em 1958.
Possui os seguintes departamentos de ensino:
- Estatística, Matemática Aplicada e Computação
- Física
- Geografia e Planejamento Ambiental
- Geologia[6]
- Matemática[7]

## Instituto de Biociências
O Instituto de Biociências (IB) está instalado em uma área de 54 alqueires, a qual divide-se entre bosques, prédios dos departamentos e dos centros.
Os departamentos desse instituto são:
- Biologia Geral e Aplicada[11]
- Biodiversidade
- Educação
- Educação Física[12][13]

Diversas pós-graduações são de responsabilidade do Instituto de Biociências, como Biologia Vegetal, Zoologia e Ecologia e Biodiversidade.

## Centro de Estudos Ambientais
O Centro de Estudos Ambientais (CEA) é uma unidade complementar da Unesp, reunindo especialistas nos diversos setores que integram a área ambiental.

## Centro de Estudos de Insetos Sociais
O  Centro de Estudos de Insetos Sociais (CEIS) é uma unidade auxiliar da Unesp, pertencendo ao Instituto de Biociências e se especializando no estudo de insetos sociais.

## Centro de Análise e Planejamento Ambiental
O Centro de Análise e Planejamento Ambiental (CEAPLA) é uma unidade auxiliar da Unesp, pertencendo ao Instituto de Geociências e Ciências Exatas e tem como objetivo oferecer suporte institucional em análise, planejamento e gestão ambiental.

## Biblioteca
Contando com um acervo de cerca de 70 mil obras avulsas tombadas, 1.000 títulos de periódicos correntes e 3.500 usuários cadastrados ativos. O volume médio diário de atendimento para obras emprestadas e/ou consultadas tem variado em 1.200.

## Moradia Estudantil
O Programa de Moradia Estudantil tem como objetivo apoiar a vida acadêmica dos estudantes de graduação da Unesp em situação de vulnerabilidade socioeconômica. Atualmente conta com 12 casas, situadas dentro do Campus Bela Vista, totalizando 96 vagas.

## Incubadora
A Incubadora de Empresas de Base Tecnológica é uma parceria entre a Unesp, o Sebrae e da Prefeitura Municipal de Rio Claro. Inaugurou-se no dia 3 de Outubro de 2003, no Campus do Santana. Conta com quinze salas comerciais. Atualmente incuba nove empresas e três pré-incubados.